# بيرسي كولمان (لاعب كرة قاعدة)
بيرسي كولمان (بالإنجليزية: Percy Coleman)‏ هو لاعب كرة قاعدة أمريكي، ولد في 15 أكتوبر 1876 في مايسن في الولايات المتحدة، وتوفي في 16 فبراير 1948 في فان نويس في الولايات المتحدة.

## وصلات خارجية
- بيرسي كولمان على موقعبيزبول رفرنس.كوم (الدوري الرئيسي) (الإنجليزية)
- بيرسي كولمان على موقعبيزبول رفرنس.كوم (الدوري الثانوي) (الإنجليزية)